# إرنست بوكو
إرنست بوكو (بالهولندية: Ernest Poku)‏ هو لاعب كرة قدم هولندي، ولد في 28 يناير 2004.